# George Novack
George Novack (Boston, 5 de agosto de 1905 - New York, 30 de julio de 1992) fue un intelectual y político marxista de Estados Unidos. 
Obtuvo su licenciatura en la Universidad de Harvard en 1926 y su maestría allí mismo en 1927. Seguía una carrera exitosa en negocios, públicos cuando la Gran Depresión lo radicalizó políticamente. Se unió al partido trotskista Liga Comunista de América en 1933 y fue miembro del Comité Nacional del Partido Socialista de los Trabajadores (SWP), desde 1940 hasta 1973.
Entre 1937 y 1940 fue el secretario del Comité Americano de Defensa de León Trotski que en 1937 reunió la Comisión Dewey, que examinó los cargos hechos contra Trotski en los juicios de Moscú y en 1938 los declaró como un completo fraude.
Fue uno de los 18 líderes del SWP apresados durante la II Guerra Mundial bajo la Alien Registration Act o Ley Smith.

## Obras
Novack publicó numerosos artículos y varios libros desde el enfoque del marxismo. Entre sus obras se destacan 
- Introducción a la Lógica Dialéctica;
- Los Orígenes del Materialismo;
- El Empirismo y su Evolución;
- Polémicas en Filosofía Marxista;
- Humanismo y Socialismo;
- Herencia Revolucionaria Estadounidens;
- Democracia y Revolución';
- Dinámicas revolucionarias de la liberación de la mujer y
- Entendiendo la Historia, ensayos marxistas, también llamado: Para comprender la Historia